# 1896年锡达礁群岛飓风
1896年锡达礁群岛飓风（英語：1896 Cedar Keys hurricane）是1896年9月末从佛罗里达州锡达礁群岛开始重创美国东岸大部分地区的强劲热带气旋。风暴登陆后的移动速度很快，所以减弱速度缓慢，令大面积地区损失惨重，当时是美国历史上破坏非常严重的飓风。系统很可能源自东风波，于9月22日成型，是1896年大西洋飓风季形成的第四个热带气旋。风暴经大安的列斯群岛以南近海穿过加勒比海，进入墨西哥湾时强度按萨菲尔-辛普森飓风风力等级已属大型飓风。9月29日清晨，气旋以持续风速每小时205公里强度袭击锡达礁群岛，高达3.2米的风暴潮将当地变得汪肆浩渺，大量建筑受损，连接本土的铁路也被冲毁，多个偏远小岛被淹，导致31人丧生。当地重要经济作物红雪松树也有大量被狂风摧毁。
风暴继续深入内陆进入萨旺尼河河口上空，佛罗里达州北部内陆数十个社区遭受重大打击，灾情最严重的地区仅有少量树木和建筑依旧屹立。飓风将佛罗里达州北部约13万平方公里的茂密松树林夷为平地，重创当地松节油业。大量农作物被毁，牲畜死亡，成千上万居民流离失所。佛罗里达州本土至少有70人遇难，经济损失约为300万美元。气旋加速北上肆虐乔治亚州东南部和海洋群岛，萨凡纳经过45分钟的狂风摧残就导致成千上万的建筑失去屋顶。公园、公墓和街道上到处都是倒塌的树木，数十条船沉入萨凡纳河，全州至少37人丧生。狂风巨浪袭击南卡罗来纳州，摧毁水稻作物并刮落屋顶。风暴接下来经过北卡罗来纳州农村地区，狂风对三角研究园构成显著破坏。
虽然飓风逐渐减弱并于9月29日晚转变成温带气旋，但穿越中大西洋州份部分地区时仍因移动速度很快导致风力极强，阵风时速接近160公里，气旋路径以西还降下瓢泼大雨。弗吉尼亚州多个城市和农村地区同样遭受重大破坏，雪伦多亚河谷暴发山洪，最终导致斯汤顿上游的土石坝溃坝，奔涌而至的洪流把房屋冲离地基，城内商业区沦为废墟。华盛顿哥伦比亚特区成千上万的树木折断或连根拔起，通讯中断，局面猛烈阵风令大量公共或私人建筑受损，白宫周围的草坪同样一片混乱。切萨皮克湾潮水高涨导致沿海城市洪水泛滥。狂风暴雨在宾夕法尼亚州引起大面积破坏，该州西部多条铁路因山体滑坡或洪水冲刷无法通行，东南部成百上千的谷仓被毁。风暴摧毁萨斯奎哈纳河上一座长1640米的大桥，盖茨堡战场成百上千的树木倒塌，其中一些还将历史纪念碑砸伤。东面远至长岛都受到狂风吹袭，西面的俄亥俄州也有暴雨，飓风的温带残留还对五大湖航运构成严重影响。整场风暴共造成至少202人死亡，经济损失超过960万美元。

## 发展历程
从20世纪初开始，气象学家和机构已多次重新分析相关数据和纪录，但这场飓风的源头和早期发展过程尚无定论，估计有可能源自离开非洲西海岸进入大西洋的东风波，后于9月22日以热带风暴强度经过背风群岛。接下来几天气旋朝西穿过加勒比海北部，9月25日经过牙买加南侧近海时风速按萨菲尔-辛普森飓风风力等级已达到飓风下限。气旋稳步增强并转向北上，于9月28日经过尤卡坦海峡。风暴对古巴西部的影响同现代标准下登陆的一级飓风相符，表明气旋从该岛以西海域经过时强度已达三级大型飓风标准。进入墨西哥湾后，风暴开始加快移动速度并蜿蜒转向东北偏北。
9月29日清晨，飓风中心登陆佛罗里达州锡达礁并朝内陆穿过莱维县，登陆时的中心最低气压为960毫巴（百帕，28.35英寸汞柱）。气旋核心异常紧密，最大风速半径仅27公里，以每小时55公里速度飞速移动，所以估算的最大风速高于气压换算值，达每小时205公里。风暴规模很小但强度颇高，继续向东北经过佛罗里达州北部和乔治亚州东南部，在此期间核心还进一步收缩，飓风移动路线两边的强风区非常狭窄，外围风力较小。9月29日中午左右，气旋中心从萨凡纳以西不远处经过，该市气压在45分钟内下降15毫巴（百帕，0.45英寸汞柱）。飓风加速北上并逐渐减弱，经过南卡罗来纳州和北卡罗来纳州后于9月29日夜间抵达中大西洋州份，并因前进速度越来越快导致狂风造成的破坏程度更加严重。从北卡罗来纳州北部至宾夕法尼亚州南部，气旋沿途及西侧普降暴雨，最高降雨量超过150毫米。9月20日清晨，风暴转变成温带气旋，但狂风的破坏范围还在扩大。温带气旋经华盛顿哥伦比亚特区西侧进入宾夕法尼亚州中部，最后在纽约州南部逐渐消散。风暴残留继续前进经过圣劳伦斯河，最终与另一片低气压区融合。

## 影响和善后
| 地区               | 死亡人数            | 经济损失      |
| ------------------ | ------------------- | ------------- |
| 佛罗里达州         | 115 :74, 76–77, 109 | 300万美元     |
| 乔治亚州           | 37:188–189          | 250万美元:188 |
| 南卡罗来纳州       | 7:80                | 2.5万美元     |
| 北卡罗来纳州       | 1                   | 8万美元       |
| 弗吉尼亚州         | 13:102              | >100万美元    |
| 华盛顿哥伦比亚特区 | 1                   | 40万美元      |
| 马里兰州           | 8                   | 50万美元      |
| 宾夕法尼亚州       | 16                  | 200万美元     |
| 纽约州             | 0                   | 5万美元       |
| 五大湖             | 4                   | 7.5万美元     |
| 合计               | 202                 | >960万美元    |

飓风先后从古巴南侧和西面经过，该岛从圣地亚哥-德古巴开始沿风暴路径出现狂风暴雨。古巴最西端的圣安东尼奥角（Cape San Antonio）风速达到飓风强度，哈瓦那风力时速100公里，但气旋对该国的具体影响缺乏纪录。
飓风主要影响美国东部，前后24小时影响范围就包括佛罗里达州至纽约州的大范围地区，成为当时美国历史上破坏非常严重的热带气旋:101。

### 佛罗里达州
多家报纸称这是佛罗里达州历史上破坏最严重的飓风，对该州造成至少300万美元经济损失，还令1至1.2万人无家可归:65。

#### 锡达礁群岛和利维县

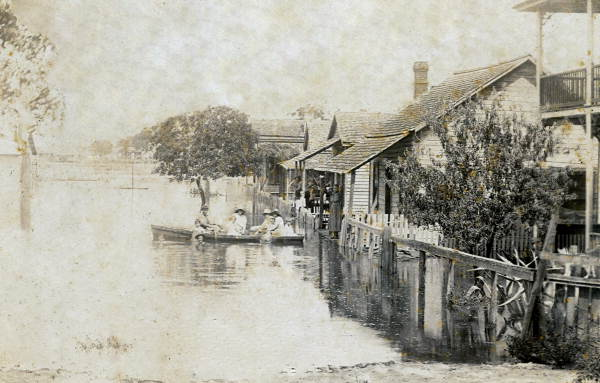
飓风过后，锡达礁居民划船通过尚未退却的洪水

9月28日风暴位于墨西哥湾时，挪威“土星号”三桅帆船在基韦斯特近海沉没，幸而船员获附近的汽船救援并送到纽约市。风暴登岸后，高达3.2米的风暴潮冲击锡达礁，许多灾民误以为是潮汐:100。岩克镇的风暴潮更达3.8米。锡达礁是锡达礁群岛人口最多的所在:19，位于市中心的正街被2.4米的洪水淹没，建筑全部进水，退却后还留下巨大的渗穴，正街两旁的人行道被冲毁:48–51。汹涌的水流松动石质建筑的根基，许多楼房随时可能坍塌:40，一些不夠稳固的建筑直接被水卷走:48–51。相对完好的建筑内往往也有数英尺厚淤泥。气旋还导致海水和各种垃圾流入水井，灾民不得不另觅干净水源:64。外围小岛受灾最为严重，部分岛屿全部被风暴潮淹没，甚至完全消失。许多人依靠树龄不大且相对柔软，所以能顶受风暴威力的树幸存下来，:59–60还有些人只能靠著各种碎屑在水面飘流。
未受洪水侵袭的房屋或教堂依然难逃狂风摧残，部分甚至夷为平地:55。风暴至少摧毁锡达礁100户民居，附近的阿塞纳奥提礁（Atsena Otie Key）所有建筑受损或被毁。飓风期间锡达礁发生火灾，两间大型酒店沦为废墟:48–51。风暴过境后，街道上堆满包括树木、屋顶、枕木、小船在内的各种碎片和垃圾:47。气旋过去数周后，“露娜·戴维斯号”（Luna Davis）大型船舶依旧搁浅在锡达礁商业区:47。贝类收成遭受重创，飓风将饲养牡蛎的海床摧毁，还把大部分渔船刮到海上。连接锡达礁和佛罗里达本土的佛罗里达中部和半岛铁路有6.4公里铁轨被冲毁，:61人们只能搭船运送邮件和各种物资，直至十月中旬铁轨完成重建:92。
气旋把群岛及附近海岸沿线的大片红雪松摧毁，受不可持续的滥砍滥伐影响，当地林木资源储备本已显著下降:97。这些雪松木因制作的铅笔质量很好备受赞誉，一些企业就在这里开厂，还有些把木材运到外地工厂:24–25。鹰牌铅笔公司（Eagle Pencil Company）位于锡达礁的工厂被毁。阿塞纳奥提礁海峡附近的埃伯哈德·法伯公司（Eberhard Faber）铅笔厂损失3000箱雪松板条，还有许多尚未处理的木材，经济损失约四万美元:53，另外还有多家工厂被毁。法伯公司在风暴过后修复设施，但仅两年后就因雪松木短缺关闭。:54阿塞纳奥提礁也在气旋过去数年后废弃，这很大程度上是因为该岛上百户居民得以安身立命的铅笔厂关闭:97, 53。

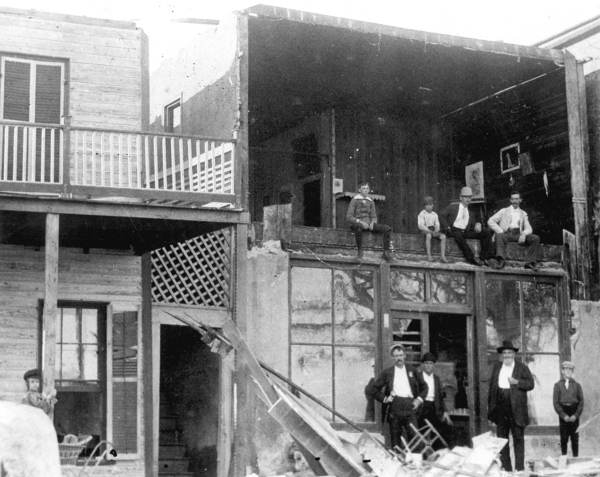
锡达礁的灾民和受损房屋合影

锡达礁群岛经确定共有31人因风暴遇难:109，其中大部分是在缺乏保护的外围小岛上，锡达礁的伤亡人数很少:40。飓风过去后，当地立即有流言称锡达礁群岛附近有整支海绵潜水船队沉没，约700人丧生，找回的潜水员尸体仅有少数，但这些说法未经证实，现代历史学家认为大部分船只实际上是主动前往群岛遮蔽处躲开风暴:114–115。锡达礁群岛灾情传达到本土后，佛罗里达州和乔治亚州受灾较轻的社区组建救济团体，为灾民搜集捐款和物资:85。为了让“饥者有食，裸者有衣，人人头顶有屋檐”，风暴之后数天内杰克逊维尔就捐出数千至上万美元，奥尔巴尼居民捐献3600公斤应急物资，标准石油奠基人亨利·弗拉格勒（Henry Flagler）承诺捐款1000美元:86–88, 90。到了十月底，杰克逊维尔救济委员会的工作重点已从捐款改为分发物资，将成百上千桶重建急需的铁钉运到受灾最重的地区:92。
佛罗里达本土的木材也受到破坏，有来源称瓦卡萨萨河口（Waccasassa River）至苏万尼河口（Suwannee River）间已经没有树木可用:67。威利斯顿十余套民宅被毁，至少一人死亡，15人受伤，附近某农场因树木倒塌导致六名囚犯死亡。利维县位于本土的地区约有13人遇难，该县包括锡达礁群岛共计蒙受的经济损失约为45万美元:93。

#### 内陆

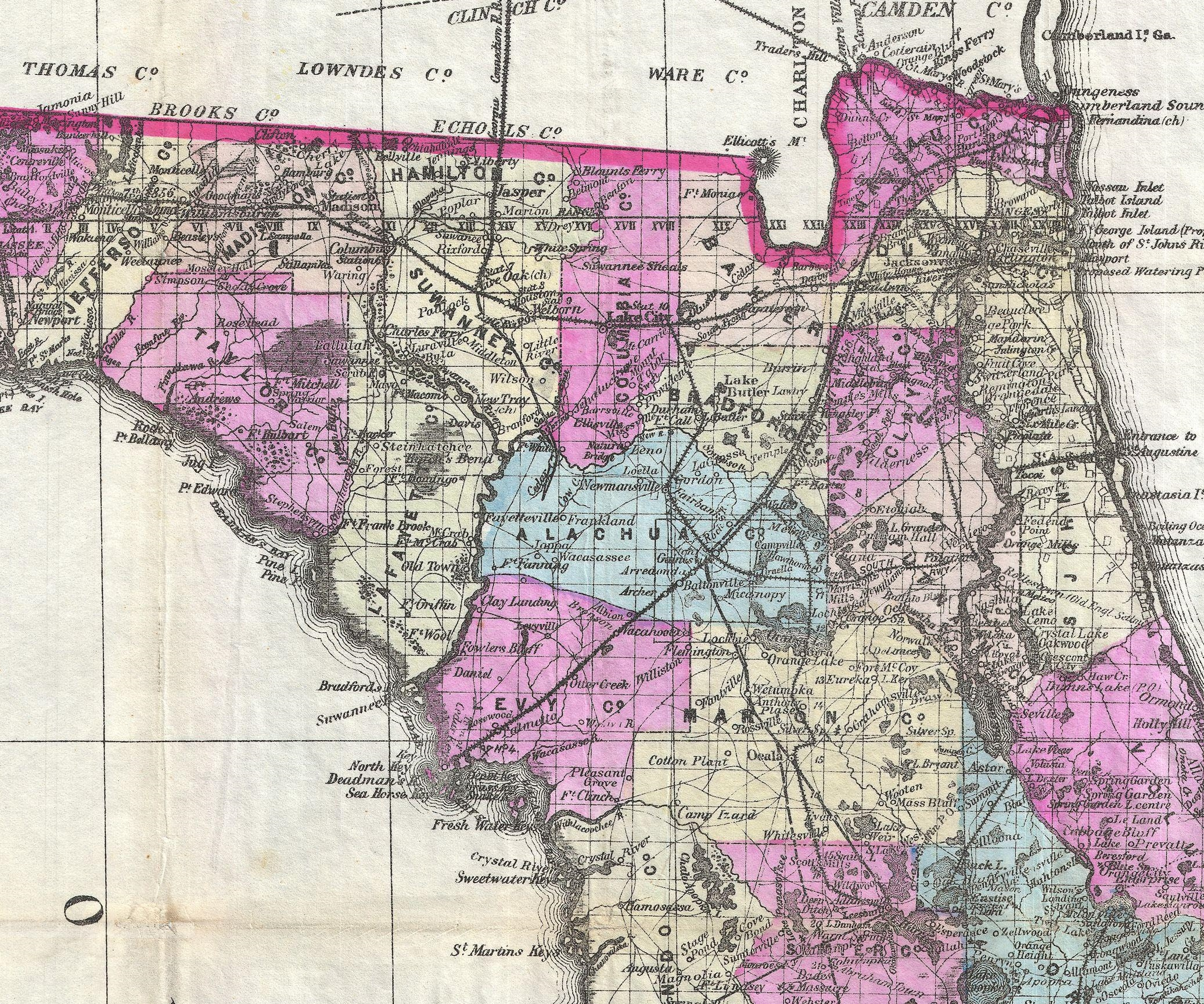
1884年佛罗里达州北部各县地图

坦帕和锡达礁之间的中途位置附近一艘帆船搁浅，导致八人丧生。风暴把坦帕的低洼地区淹没，冲毁海塘和西班牙镇河（Spanishtown Creek）上的桥梁:71。深入内陆期间，飓风令佛罗里达州满目疮痍。大量通讯基础设施受损，导致受灾最重地区的灾情无法及时传达外界，还有许多铁路阻塞或冲毁，初步报告显示至少有20个社区因气旋陷入瘫痪。这些地方的商店和房屋几乎全部被毁，并以阿拉楚阿县西部和拉法叶县东部最为典型。许多垃圾被刮到数英里外，农户失去牲畜、庄稼甚至过冬的口粮，成百上千户居民无家可归而且缺少食物。苏万尼河沿线灾民躲进零散木材搭建的临时避难所。风暴期间，狂风先是把较为弱小的树木连根拔起，然后刮倒其他树木，最终夷平多个县的松林。估计全州共有13万平方公里树木被毁:66，看上去仿佛变成草原:76。损失的松木估计价值150万美元，重创当地松节油产业。此外，许多用于处理松节油的设施受损，最终约有2500人失业。苏万尼河东侧的磷酸盐处理厂也受到价值50万美元的破坏。

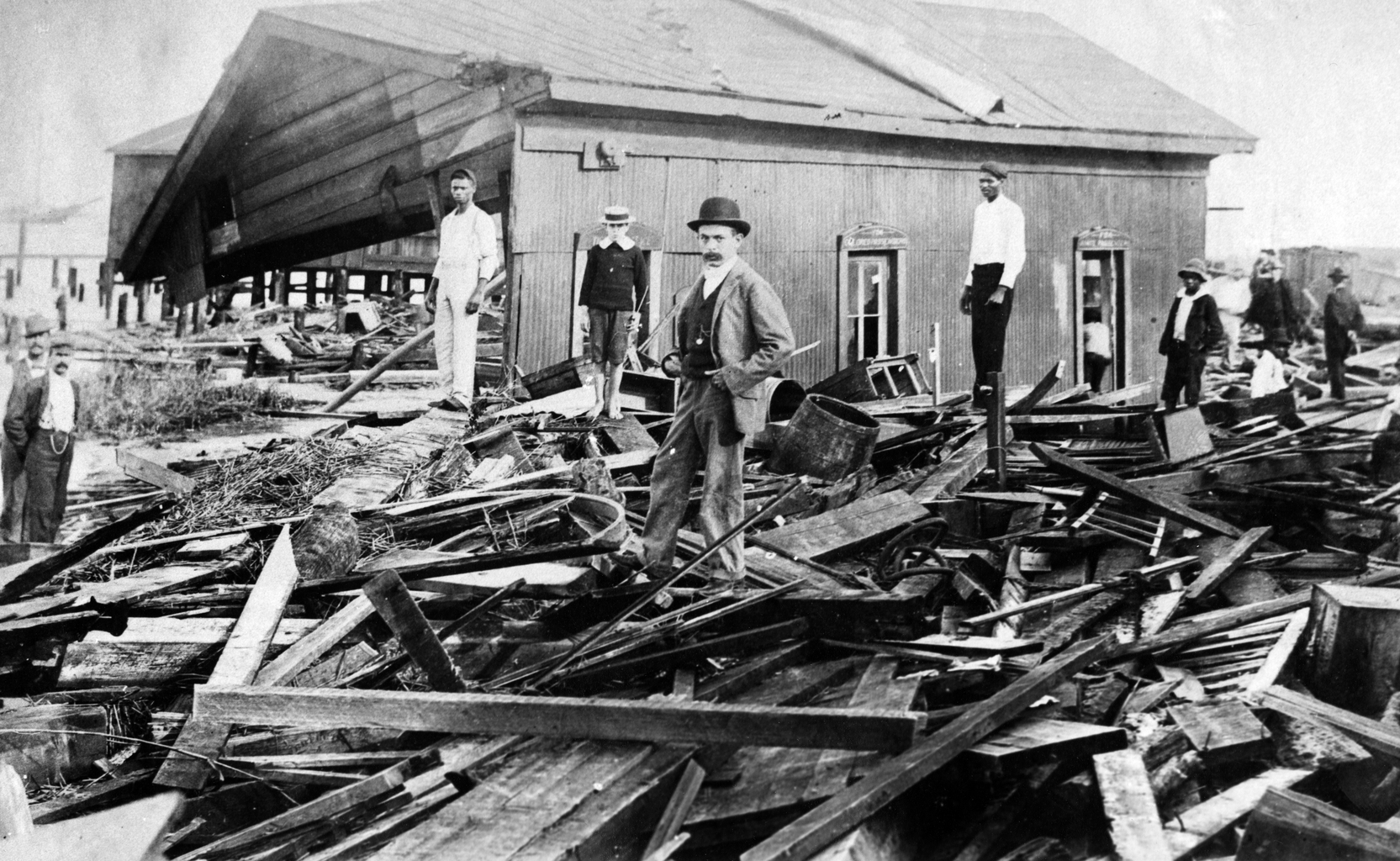
飓风对费南迪纳比奇造成重大破坏

气旋过去数天后，阿拉楚阿县共报告12人死亡，其中高泉五人:77，两人在躲避的棚车被狂风刮落铁轨后丧生。拉克罗斯倒塌的树木砸上木屋，屋内四名松节油工人死亡，该镇还有另外三人丧生。纽贝里基本夷为平地，共有三人遇难:77。盖恩斯维尔约20户民居或商铺损伤严重，当地锯木厂、教堂和仓库同样未能幸免:70。拿骚县布洛涅的学堂倒塌，致使五人丧生，其中四人压在屋内，另一人被解体房屋掉出的木材击中后伤重不治:76。一名学童成功逃出学校，但之后与另外两人一起死于房屋倒塌。希利亚德也有学校坍塌，夺走四条人命:76。圣玛丽斯河（St. Marys River）位于金斯费里境内河段有两艘船在狂风中冲进沼泽，致使三名水手死亡，附近还有另外六人丧生:74。当地某锯木厂主把木材捐给金斯费里居民重建家园:74。
贝克县多个社区遭受重创，共有七人死亡，100人受伤，成百上千的居民一贫如洗。该县治安官估计约1000幢房屋中只有十来套留存，数千头牛死亡，数十万棵树倒塌。县内所有教堂和学校全部倒塌，经济损失估计为25万美元。萨旺尼县共有八人遇难，其中包括威尔伯恩附近民房倒塌致死的两名儿童。哥伦比亚县共九人丧生，数十幢建筑基本毁于一旦。拉法叶县一名女子死亡。布拉福县也有五人遇难，其中包括一名被顺风飞行近800米砖头砸中的男子:77。该州远至圣奥古斯丁这样的东南内陆都出现狂风暴雨，费南迪纳比奇部分橡树倒塌，多幢建筑被毁:75。杰克逊维尔的阵风时速达到110公里，但造成的影响很小。

### 乔治亚州
飓风进入乔治亚州东南部时依然非常强劲，狂风导致当地电话、电报线路和输电线缆普遍中断，通讯基本瘫痪。海洋群岛（Sea Islands）受创严重，估计损失为50万美元，部分来源认为此次风暴产生的狂风比三年前那场构成巨大灾难的飓风还要强烈，只是风暴潮高度不及:101。气旋重创群岛上的种植园，约三分之一的水稻被毁，棉花作物基本绝收，多达100人丧生。全州以查尔顿县和康登县遭受的冲击最强，福克斯通以东茂密的松林完全夷为平地，对松节油产业构成价值50万美元的打击。福克斯通大量建筑被毁，其中包括法院和多所教堂，还有一所学校坍塌，所幸38名学子全部逃出生天:188。乔治亚州最东南角的几个小社区许多民居和企业受到重大破坏:187–188。康登县共有六人遇难:77，其中四人死在佛罗里达州边界附近遭受严重破坏的伐木定居点。

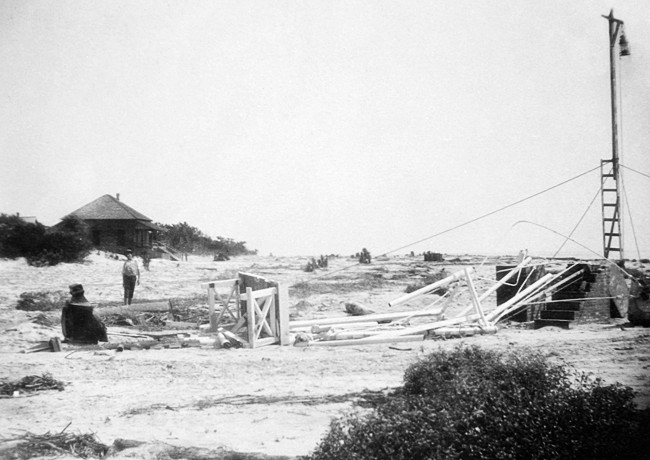
圣西蒙斯岛上被飓风刮倒的叠标灯

格林县不伦瑞克（Brunswick）车辆段的货运列车严重受损，倒塌的树木和电线杆将铁路阻塞:78。估计不伦瑞克遭受的经济损失达50万美元，另有五人丧生，多人被飞散的瓦砾打伤:188。飓风强度阵风吹落奥格索普酒店（Oglethorpe Hotel）的屋顶并刮破许多窗户:188，美观程度在不伦瑞克颇富盛名的拉里奥索歌剧院（L'Arioso Opera House）也在风暴中倒塌，该市还有至少六所教堂:77、数十家店铺和民房严重受损:188。不伦瑞克港许多大型船舶沉没，其中一艘载有2300公斤炸药，另有多艘搁浅，人们还能看到沉入水中帆船的桅杆伸出水面:78:188。气旋把圣西蒙斯岛的许多澡堂、村舍、教堂和一段栈桥摧毁:78，另有一家旅馆被海水淹没。岛上黑人定居点破坏严重，圣西蒙斯岛的损失总额约为15万美元。:188北面的达里恩受灾程度类似，共有八人死亡，许多建筑被“撕成碎片”。
风暴期间，萨凡纳的持续风速达到每小时120公里，但阵风时速因风速计失灵无法确定。飓风影响当地的时间异常短暂，仅有两小时，但大部分破坏都是在约45分钟内造成:189。狂风中的屋顶“就像卫生纸一样卷起来”，许多烟囱和砖墙倒塌。该市成千上万的建筑失去屋顶，许多房屋被彻底摧毁。公园和公墓中的树木折断或被连根拔起，其中包括“萨凡纳的骄傲”——福赛斯公园（Forsyth Park），不同来源认为园内损失的树木在一半到四分之三不等:189。街道堆满垃圾，无论车辆还是行人都无法通过:189。许多大型船只搁浅，也有部分毫发无损，城市各处水道共有数十艘小船沉没。“罗伯特·特纳号”（Robert Turner）在萨凡纳河（Savannah River）上倾覆，包括船长在内的多人溺毙。附近还有一艘“花岛号”（Island Flower）沉没，导致三人死亡:189。飓风激发的风暴潮将低洼地区淹没，冲毁泰比铁路（Tybee Railroad）数英里铁轨。时速估计超过160公里的阵风将泰比岛的旅店和海滨村舍摧毁。附近的威尔明顿岛一名渔夫在小船遭遇风暴后溺亡。:189
位于萨凡纳郊区的巴勒斯（Burroughs）有两所教堂夷为平地，导致三人丧生。当地居民只能走出家门，在旷野中忍受狂风暴雨，以免因房屋倒塌受伤。经初步估算，萨凡纳的经济损失超过100万美元，其中四分之一属铁路运输业损失。并以萨凡纳、佛罗里达和西部铁路（Savannah, Florida and Western Railway），以及乔治亚中部铁路（Central of Georgia Railway）受灾特别严重，萨凡纳另有约50辆有轨电车被毁。该市及周边共有至少17人丧生:189，风暴平息前就有许多人冲到街上设法确认家人和亲友的安全:79。

### 卡罗来纳地区

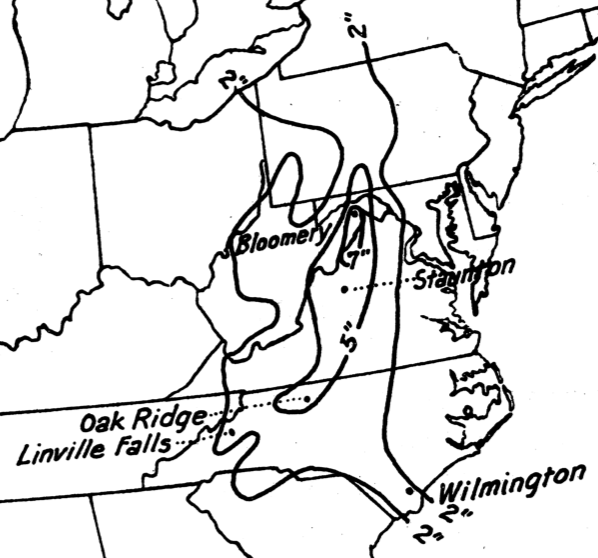
标出风暴产生降水超过50毫米区域的地图

南卡罗来纳州南部同样受到气旋破坏，估计风速达每小时160公里:101。萨凡纳河北岸多家水稻种植园的磨坊和附属建筑被毁。强烈阵风令哈迪维尔北面的钓桥发生位移，该市有七人死于建筑坍塌，哈迪维尔和雅马西的火车站倒塌。:80博福特周边许多船只沉没，民居和企业遭受重创，部分码头及仓库被淹，但灾情因适逢退潮减轻。大风将薄铁皮搭建的房顶吹落，导致雨水灌入屋内。:190查尔斯顿的风速达到热带风暴标准，刮倒护栏、标志及各种照明设施，但整体破坏程度较轻，也没有人员丧生。查尔斯顿港波涛汹涌，直到大浪突破海塘淹没低洼地区。:80南卡罗来纳州的损失总额约为2.5万美元。
气旋逐渐减弱并进入北卡罗来纳州，途经大部分地区是农村，所以造成的损失不大:101。羅利–地区受到大风影响，将树木连根拔起，街头到处都是垃圾。一棵大橡树倒塌时砸中民居卧室，其中一名女子死亡。公共线缆损伤导致罗利的供电和通讯中断，德罕一座四层高的烟草烤房倒塌，内有价值六万美元的215吨烟草。风暴还在该州造成另外约两万美元损失。教堂山居民称这是他们很长一段时间以来见过的最强风暴:101。

### 弗吉尼亚州和西弗吉尼亚州
气旋规模扩大，移动速度加快，所以进入弗吉尼亚州后破坏力依然惊人，至今仍是里士满历史上最强烈的风暴。最强风力基本局限在风暴中心路径以东，里士满东区灾情特别严重，该市的屋顶、烟囱和教堂尖顶普遍受到破坏。:101地上到处是倒塌的树木或折断的树枝，导致街道堵塞。除连接北卡罗来纳州威尔明顿的线路外，该市其他电报线全部中断，彼得斯堡的通讯完全中断。里士满的损失总额为15万美元。农村地区同样灾情严重，梅克伦堡县博伊顿（Boydton）有许多谷仓和马棚被毁，其中的牲畜死亡。弗吉尼亚州中部农田的篱笆、庄稼和附属建筑普通被毁，当地农业遭受重创。:101
弗吉尼亚州北部同样受到破坏。弗雷德里克斯堡多道砖墙和约500棵遮阴树倒塌，费尔法克斯县和阿灵顿县的农场破坏严重:102，福爾斯徹奇周边数十个风车被毁，大风还刮走多幢木屋。亚历山德里亚有四人丧生:102，波托马克河沿岸多家工厂和民居受损。一幢三层高的砖瓦房部分坍塌在另一座房屋屋顶，导致一人死亡。城内各处都有大片锡铁皮屋顶被风剥落后四处乱飞，掉落地面时还发出响亮的声音，“营造出怪异而混乱的氛围，令人久久难以忘怀。”:102亚历山德里亚的经济损失约为40万美元。风暴过去后的调查结果表明，初步报告中描述的破坏程度存在夸大。部分建筑之前就存在缺陷，这才受到气旋破坏或导致程度加剧。马纳萨斯一所教堂被狂风吹离地基约15厘米远。

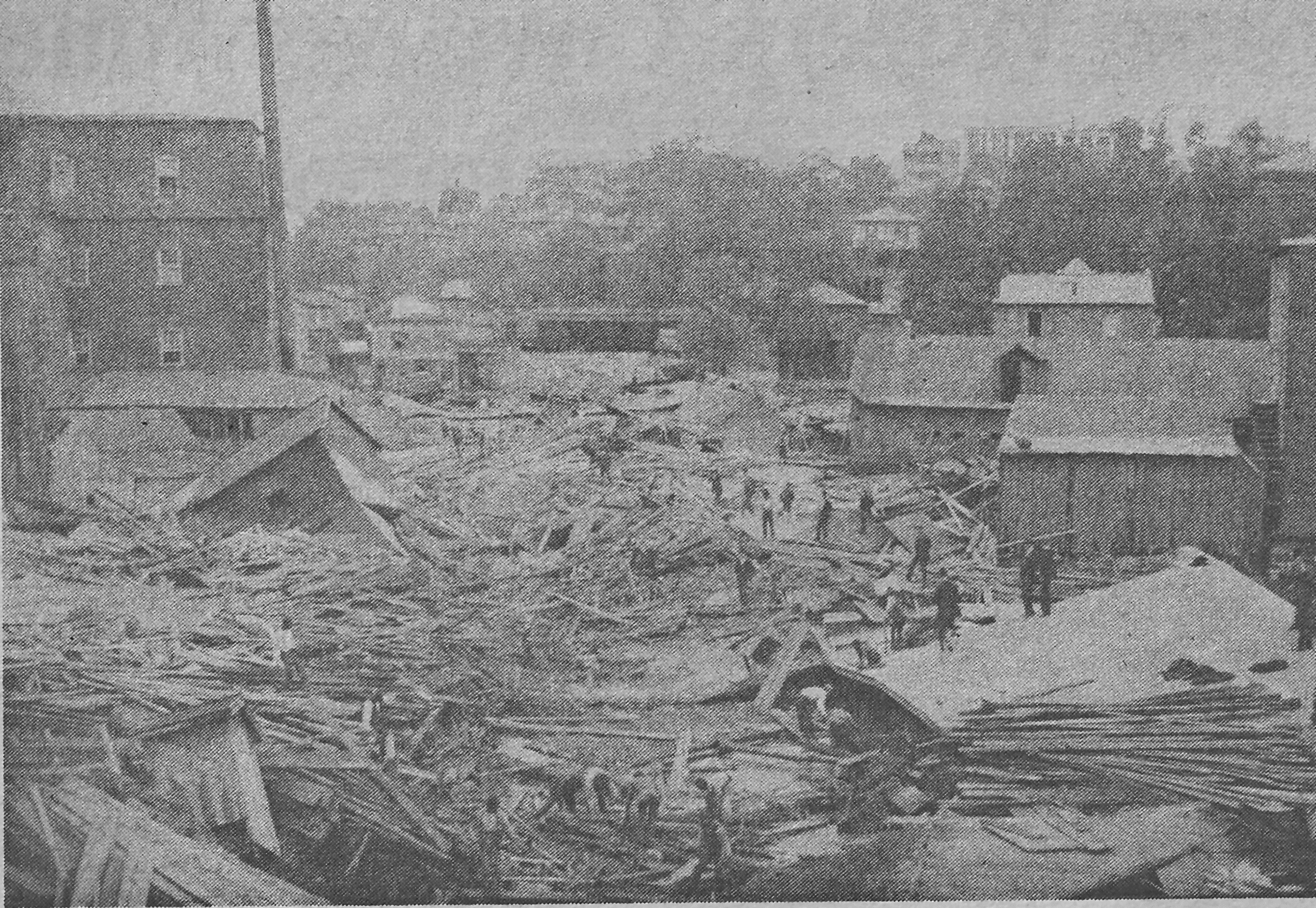
洪灾过后满目疮痍的斯汤顿，朝南视角

风暴沿途及西侧降下暴雨，并以雪伦多亚河谷情况突出，各地降雨量基本不低于130毫米:102。罗京安县的戴尔恩特普莱兹（Dale Enterprise）仅18小时就降下160毫米雨量，斯汤顿也只用差不多时间就降下180毫米。短时间的大量降水导致该市吉普赛山公园（Gypsy Hill Park）湖泊暴涨，土石坝在当地时间晚上十点左右溃坝，奔腾的洪流冲向商务区，卷走沿途25幢民宅，其中一幢住有一家四口，城内供电也在洪水淹没发电厂后中断:103，许多旅店、商店及其他商户受到严重破坏。随着水位不断上涨，灾民只能爬上屋顶等待救援。当地的刘易斯溪泛滥成灾，导致洪灾进一步加剧。洪水共夺走六条人命，还造成高达50万美元的经济损失。乡间约有40匹马或骡溺毙:103。
罗京安县其他多个社区也发生致命洪灾，包括布里奇沃特（Bridgewater）、埃尔克顿（Elkton）和基泽尔顿（Keezletown）。该县有三人遇难，地方基础设施共遭受价值两万美元的破坏。谢南多亚河位于佩奇县卢雷（Luray）境内河段暴涨至7.7米，比洪水水位还高3.4米，至今仍是该河历史上较高的水位。弗雷德里克县史蒂芬斯市（Stephens City）多座桥梁在汹涌的洪流中崩溃，许多玉米作物被水冲走:102。韦恩斯伯勒某水道上涨4.6米，洪流足以将附近建筑推离地基:81。罗阿诺克的街道被淹，该市至马里兰州黑格斯敦的诺福克和西部铁路多段铁轨被冲毁。弗吉尼亚州的损失总额至少有100万美元。
狂风暴雨的影响范围延伸到西维吉尼亚州，特别是该州北部和东部。西弗吉尼亚州东部狭长地带部分树木、房屋和护栏倒塌，山洪将铁路淹没，还导致整片农田被毁。哈地县北部的老菲尔兹（Old Fields）周边有部分牲畜淹死。

### 华盛顿哥伦比亚特区
9月29日晚，华盛顿哥伦比亚特区出现几乎持续不断的闪电。当地的五分钟持续风速约为每小时106公里，最强阵风时速达160公里，气压降至987毫巴（百帕，29.15英寸汞柱），该市遭受的破坏程度创下新纪录:103。狂风刮倒树木、砖墙、标志牌、雨篷和教堂尖顶，还将民房的屋顶刮落，窗户吹破:103，部分电力、电报和电话设施被毁。一些建筑质量很差的房屋因为靠近坚固建筑幸免，建筑质量好得多的反倒受损严重:104，有来源推断这是因为最强风力的范围非常狭窄。全市约有5000棵树倒塌，其中很多都是在距地面3至4.6米处折断。墓地受到的影响颇为严重，例如美国军人和飞机员之家国家公墓有300棵树倒塌，个别情况下还有棺材被倒塌的树木掘出:83。
美国天主教大学在建的住宅楼基本被毁，美国总统格罗弗·克利夫兰位于伍德利公园（Woodley Park）的私人住宅失去屋顶。许多政府机关的房顶同样被掀，纽约大道长老会教堂（New York Avenue Presbyterian Church）的尖顶与木质屋顶基本持平。:82。史密森尼学会大楼受到显著破坏白宫草坪四处散落着倒塌的树木:104，许多颇具历史意义的树也未能幸免，其中包括亚伯拉罕·林肯总统栽下的榆树。路人还把一些更有名的树木枝杈折断当作纪念品:104。白宫本身受到的破坏程度很轻，基本上只有部分墙壁和屋顶脱落，少数窗户破损。白宫附近新建成不久的亚伯特大楼是一幢五层高的砖石建筑，位于宾夕法尼亚大道，楼房在风暴期间部分坍塌，导致一人死亡，五人被困，相邻的两幢建筑也被撞毁。当地至少一名建筑商认为，楼房倒塌源自施工方玩忽职守，导致接下来几个月里楼内租户针对业主提出多起诉讼。截至10月14日，亚伯特大楼已完全修复。
波托马克河的潮汐远高于平均值，许多船只从停泊位置挣脱后顺流而下，其中包括撞伤另外六艘船的“乔治·利瑞号”（George Leary）大型轮船。大量船舶在河中倾覆，包括“玛丽·华盛顿号”汽船和“约翰··林内尔号”（John W. Linnell）双桅纵帆船。华盛顿海军工厂多幢建筑受到破坏。哥伦比亚特区的损失总额约为40万美元，至少有20余人被掉落的瓦砾砸伤。

### 马里兰州
狂风的破坏范围继续延伸到马里兰州中部，蒙哥马利县珊帝泉（Sandy Spring）约两成树木断裂、严重扭曲甚至连根拔起，许多都倒在道路或电缆上。屹立的树立也有许多掉光树叶，只余下光秃秃的树干，许多电线杆倒在地上。:104–105根据目击者口述和现场破坏规律判断，大规模的风暴系统内部可能多次形成龙卷风。当地灾情同弗吉尼亚州北部类似，许多教堂、民居和企业受到显著破坏，还有些彻底被毁。蒙哥马利县灾情特别严重，贝塞斯达一间游乐园因破坏过于严重永久关闭，盖瑟斯堡也遭受到“最惨重的破坏”。蒙哥马利县多人死亡，其中一名男子死于压力导致的心脏病发。马里兰州中部绝大多数农场都受到一定程度破坏。:104–105阿利根尼县弗林茨敦（Flintstone）短时间内降下124毫米雨量，坎伯兰也有99毫米:107，致使波托马克河流域部分水道的水位急剧上涨，将附近低洼地区淹没:104–105。坎伯兰和宾夕法尼亚铁路的坎伯兰路段被冲毁。
切萨皮克湾潮水高涨，将安纳波利斯的街道淹没。北面的巴尔的摩雨水流入内港（Inner Harbor），还把水岸淹没:81。普拉特街（Pratt Street）的洪水有齐腰深，琼斯佛尔斯溪水位暴涨，旁边的街道被2.4米深的河水淹没。洪水进入地窖和下层仓库，部分居民被迫离开农园。巴尔的摩成百上千的建筑受损，电路中断还引发多起小型火灾。气旋在马里兰州共夺走八条人命，经济损失约50万美元:81。

### 宾夕法尼亚州
9月29日晚，飓风转变成的温带气旋抵达宾夕法尼亚州，狂风导致全州各地电缆和通讯中断:83。该州东南部损失较为严重，特别是约克县和兰开斯特县，许多谷仓被毁，屋顶被掀:105。当晚午夜后不久，哈里斯堡的阵风时速达到116公里。瓦砾和树木残枝掉落街道，风暴的破坏规律非常奇特，受到破坏的地区间会明显间隔两到三个街区。一些大树被连根拔起，树下还“带着像房间那么大块的土地”。哈里斯堡的损失数额达到20万美元。巴尔的摩与俄亥俄铁路菲尔森路段有两辆货运列车猛烈相撞，导致六名流浪汉死亡。风暴中四处乱飞的垃圾还导致多起火车事故:105。道芬县斯蒂尔顿（Steelton）一座立交桥塌在宾夕法尼亚铁路上，不久就有火车驶来，最终火车头和多截车厢受损。此外，莱巴嫩还有两座扇形车库被毁，其中一座包含的八个火车头受损。
萨斯奎哈纳河上连接哥伦比亚和赖茨维尔，全长1640米的第三座铁路桥桥墩在狂风中坍塌，整座桥基本毁于一旦:105。有报道称桥塌时上面还有人，但消息未经证实。不到一年后，这座使用石头、木头和钢材打造的桥梁被钢桁架桥取代:105。萨斯奎哈纳河位于森伯里境内河段有两艘汽船沉没。兰开斯特县成百上千农民的烟草作物损失殆尽，这些烟草本储存在仓库，随时可以出售，部分仓库在风中脱离地基并吹至远方，风暴还将许多更坚固的砖石建筑摧毁。该县的损失总额估计达100万美元。

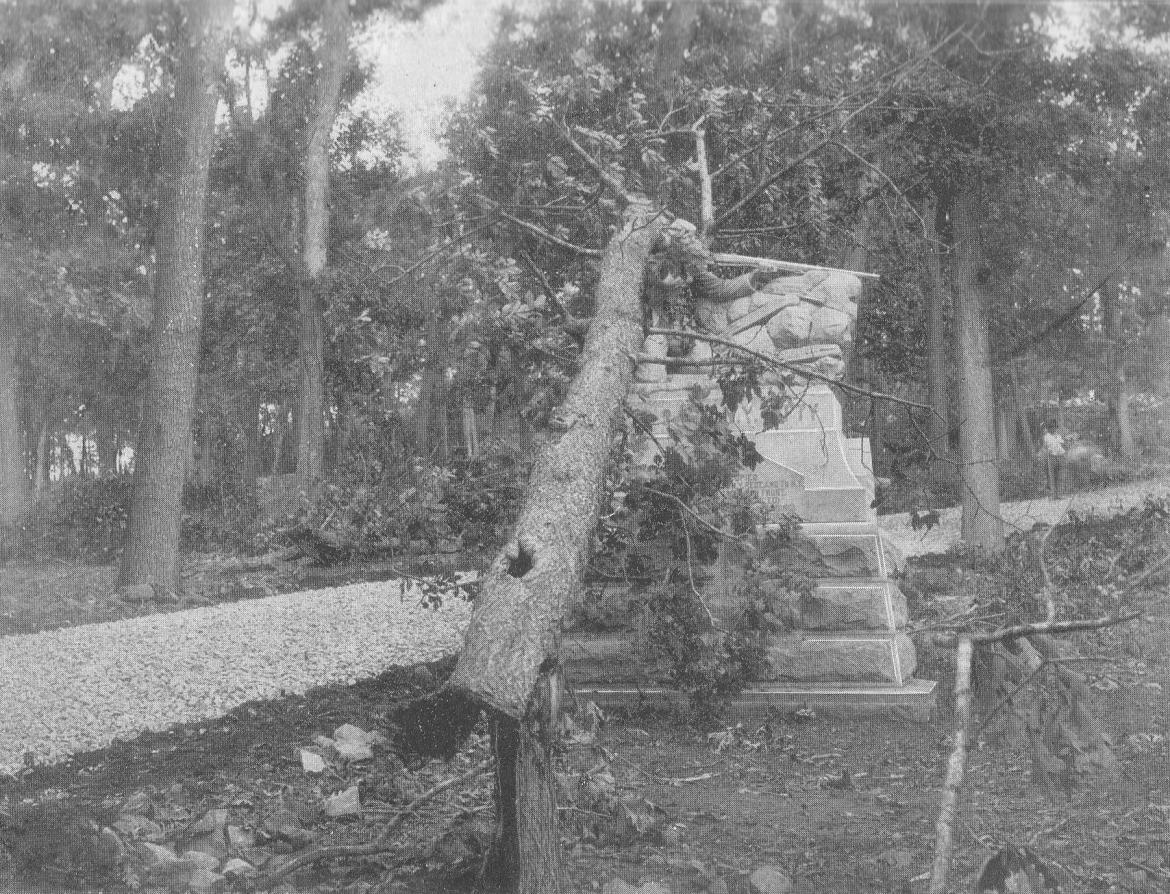
位于盖茨堡战场的第78和第102纽约志愿步兵团纪念碑被倒塌的树木砸伤

位于诺森伯兰县沙莫金（Shamokin）的帕特森煤炭公司矿工村先后经历狂风和火灾摧残，导致两人死亡，数十套房屋和棚屋被毁。附近的科尔伯特煤矿多种设备或设施毁于一旦，致使成百上千的矿工失业。雷丁一家高炉铸造厂发生坍塌事故，导致两名男子丧生，另外五人重伤:107。纳塔利（Natalie）某矿业公司的廉租房因风暴发生火灾，致使六名儿童死亡。葛底斯堡国家军事公园的历史战场上数以百计的树木倒塌或断裂，其中大部分位于库普山（Culp's Hill）和大圆顶山（Big Round Top）。库普山上倒塌的树木将第66俄亥俄志愿步兵团纪念碑砸毁，附近的第78和第102纽约志愿步兵团纪念碑也有轻度损伤。宾夕法尼亚州部分地区降下数十毫米雨量，其中阿尔图纳测得96毫米。朱尼亚塔河沿线的山洪涌向亨丁顿，冲毁街道和铁路，导致民房进水，还有牲畜淹死。:107该州西部多地因山体滑坡和洪水冲刷导致铁路无法通行，全体共计遭受的经济损失超过200万美元。

### 五大湖区域

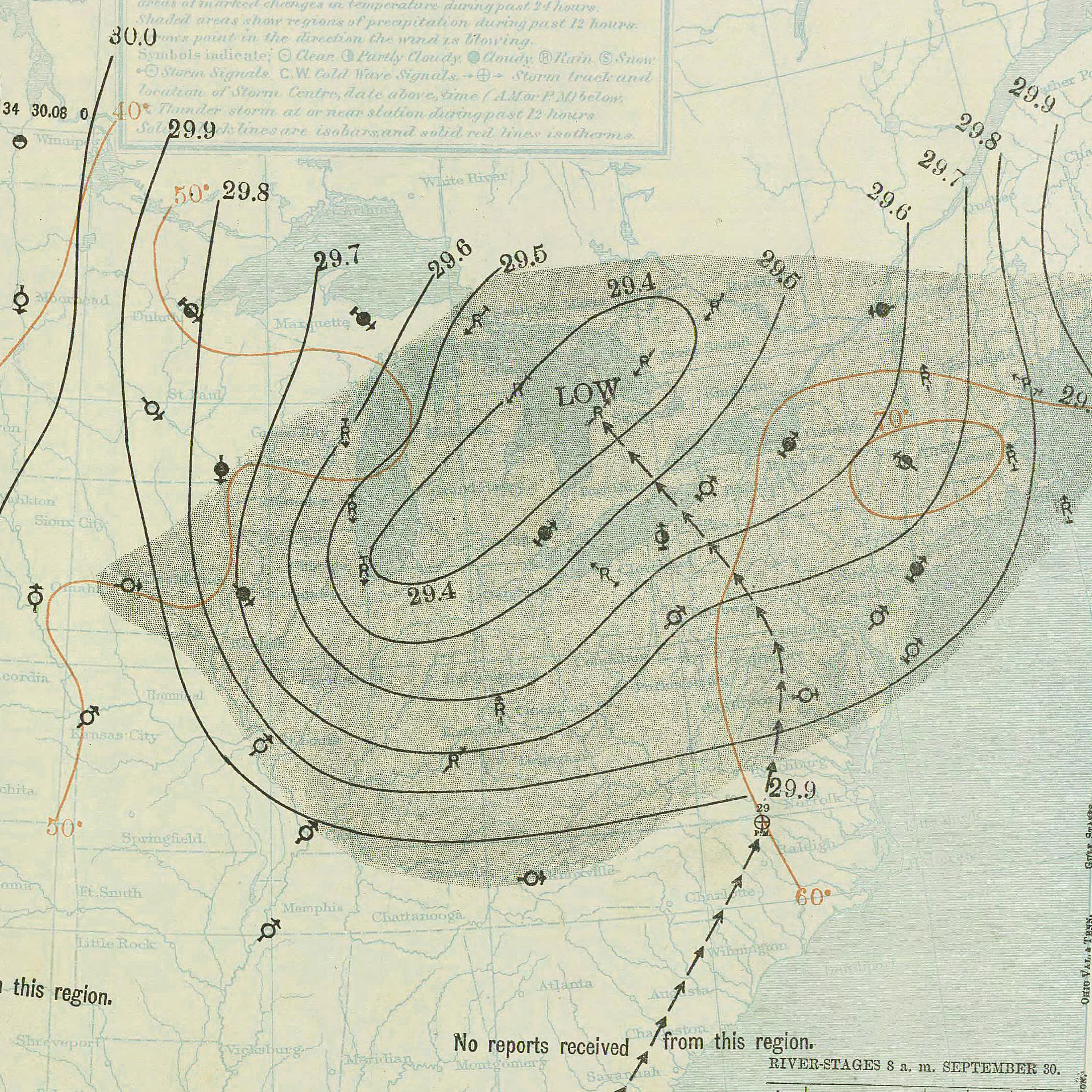
9月30日飓风的温带残留位于五大湖上空

温带气旋在纽约州中部和西部部分地区产生狂风，特别是锡拉丘兹周边地区，锡拉丘兹居民认为这是很长一段时间以来吹袭当地的最强风暴。多个城镇的民房、粮仓和工厂失去屋顶，伊萨卡附近部分建筑毁于一旦。气旋沿途树木倒塌，通讯线缆中断。:107果园树木上的所有果实几乎全部失落:84。水牛城的风速达到每小时85公里，导致电缆中断、房顶受损。纽约市的阵风时速超过100公里，刮倒许多架空电线。布鲁克林区电信交换机房的配电盘引发火灾，造成三万美元损失。多艘受到严重破坏的轮船勉强驶入纽约港。新泽西州至长岛之间许多树木、护栏、烟囱、窗户和政治竞选标志被风暴摧毁。9月30日清晨，哈德逊河位于纽堡市境内河段发生拖船和客船相撞事故，导致拖船上两人受伤。北面的哈德逊河谷依然受到“相当程度”的风害，西岸铁路（West Shore Railroad）因山体滑坡和部分铁轨被冲毁导致列车延误。纽约州的经济损失总额估计为五万美元。
俄亥俄州从9月27日开始连下四天暴雨，引发的洪灾导致房屋和庄稼受损，恶劣的天气也对威廉·麦金莱在故乡坎顿开展的竞选活动不利:107。
9月30日，飓风温带残留产生的阵风席卷五大湖，数百人站在芝加哥密歇根湖湖畔观看巨浪。芝加哥一艘双桅纵帆船从固定处挣脱，然后撞向十来艘小船:84。来自拉辛的“美人号”（Belle）双桅纵帆船在风暴期间失踪，“苏门答腊号”（Sumatra）驳船断裂后在密尔沃基附近沉没，船上四人死亡，船长、大副和厨师获救。五大湖地区的经济损失约为7.5万美元。